# Beilschmiedia linharensis
Beilschmiedia linharensis là loài thực vật có hoa trong họ Nguyệt quế. Loài này được Sachiko Nishida & van der Werff miêu tả khoa học đầu tiên năm 1999.